# Bösel
Bösel là một đô thị ở huyện Cloppenburg, trong bang Niedersachsen, nước Đức. Đô thị Bösel có diện tích 100,1 km². Dân số cuối năm 2006 là 7562 người.